# Margaret Eliza Maltby
Margaret Eliza Maltby (Condado de Trumbull, 10 de dezembro de 1860 – Nova Iorque, 3 de abril de 1944) foi uma física estadunidense.
Obteve um doutorado na Universidade de Göttingen em 1895, orientada por Friedrich Kohlrausch e Walther Nernst.

## Obras
- "Methode zur Bestimmung grosser elektrolytischer Widerstände," Zeitschrift für Physikalische Chemie 18:133-158 (1895).
- "Methode zur Bestimmung der Periode electrischer Schwingungen," AnPhCh 61: 553 (1897).
- "Das elektrische Leitvermögen wässriger Lösungen von Alkali-Chloriden und Nitraten," in Wissenschaftliche Abhandlungen der Physikalisch-Technischen Reichsanstalt. Vol. 3: 156 (1900) with F. Kohlrausch.

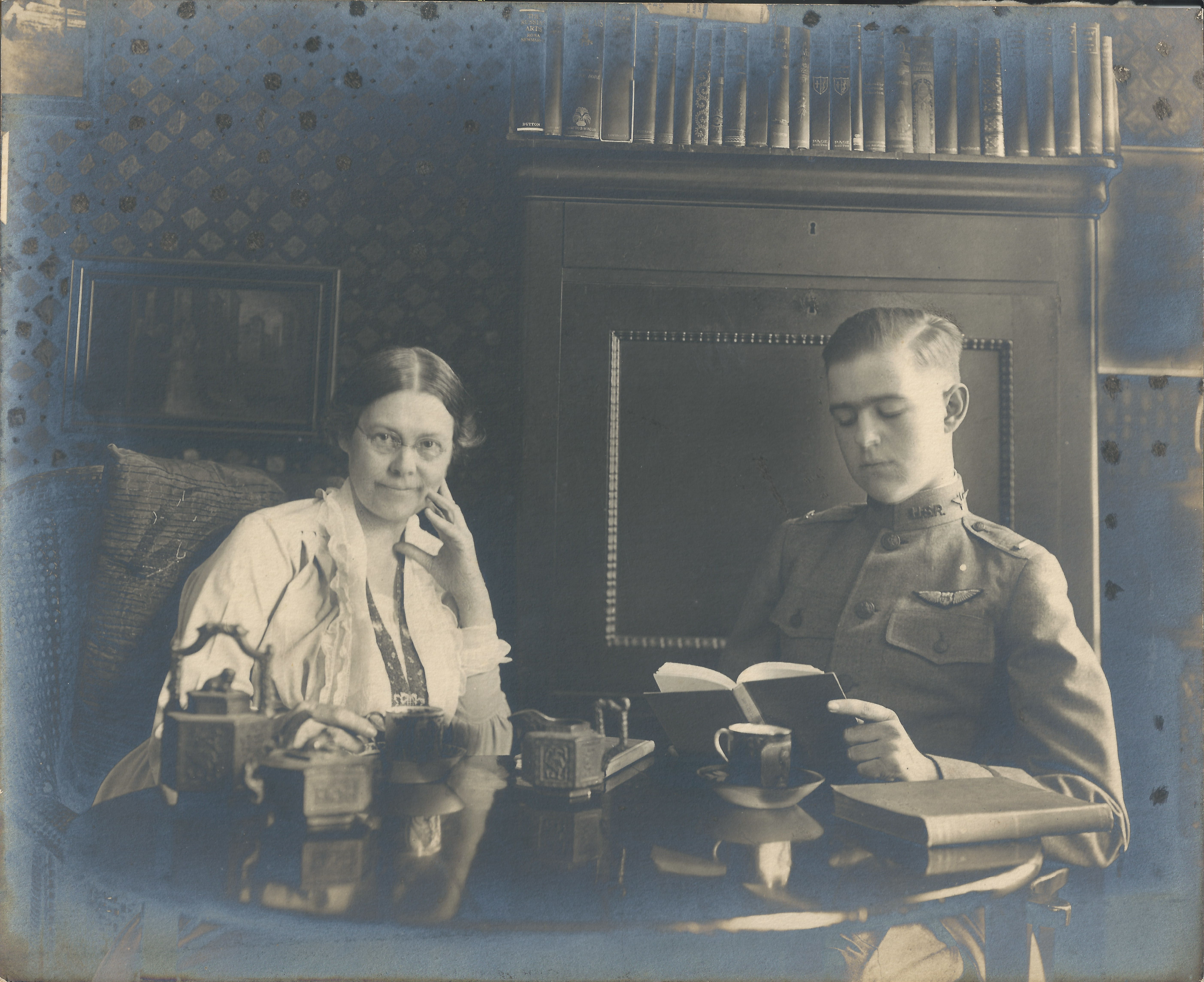
Margaret Maltby com seu filho Philip Randolph Meyer, circa 1918.